# Adelges coweni
Adelges coweni är en insektsart som först beskrevs av David D. Gillette 1907.  Adelges coweni ingår i släktet Adelges och familjen barrlöss. Inga underarter finns listade i Catalogue of Life.